# Hacılar (Karlıova)
Hacılar (kurd. Haciyan) ist ein Dorf im Landkreis Karlıova der türkischen Provinz Bingöl. Hacılar liegt in Ostanatolien auf 1560 m über dem Meeresspiegel, ca. 29 km südwestlich von Karlıova. Die Ortschaft liegt an der Überlandstraße von Erzurum nach Bingöl am Vereinigungspunkt mehrerer Bachläufe.
Der heutige Name („Pilger“) ist die türkisierte Form des ursprünglichen Namens Haciyan. Letzterer ist beim Katasteramt als ehemaliger Name verzeichnet.
1985 lebten 1163 Menschen in Hacılar. 2009 hatte die Ortschaft 1374 Einwohner.  Hacılar verfügt über eine Grundschule.